# دلقک‌ماهی تیله
دلقک‌ماهی تیله (نام علمی: Amphiprion thiellei) نام یک گونه از زیرخانواده دلقک‌ماهی است.

## نگارخانه

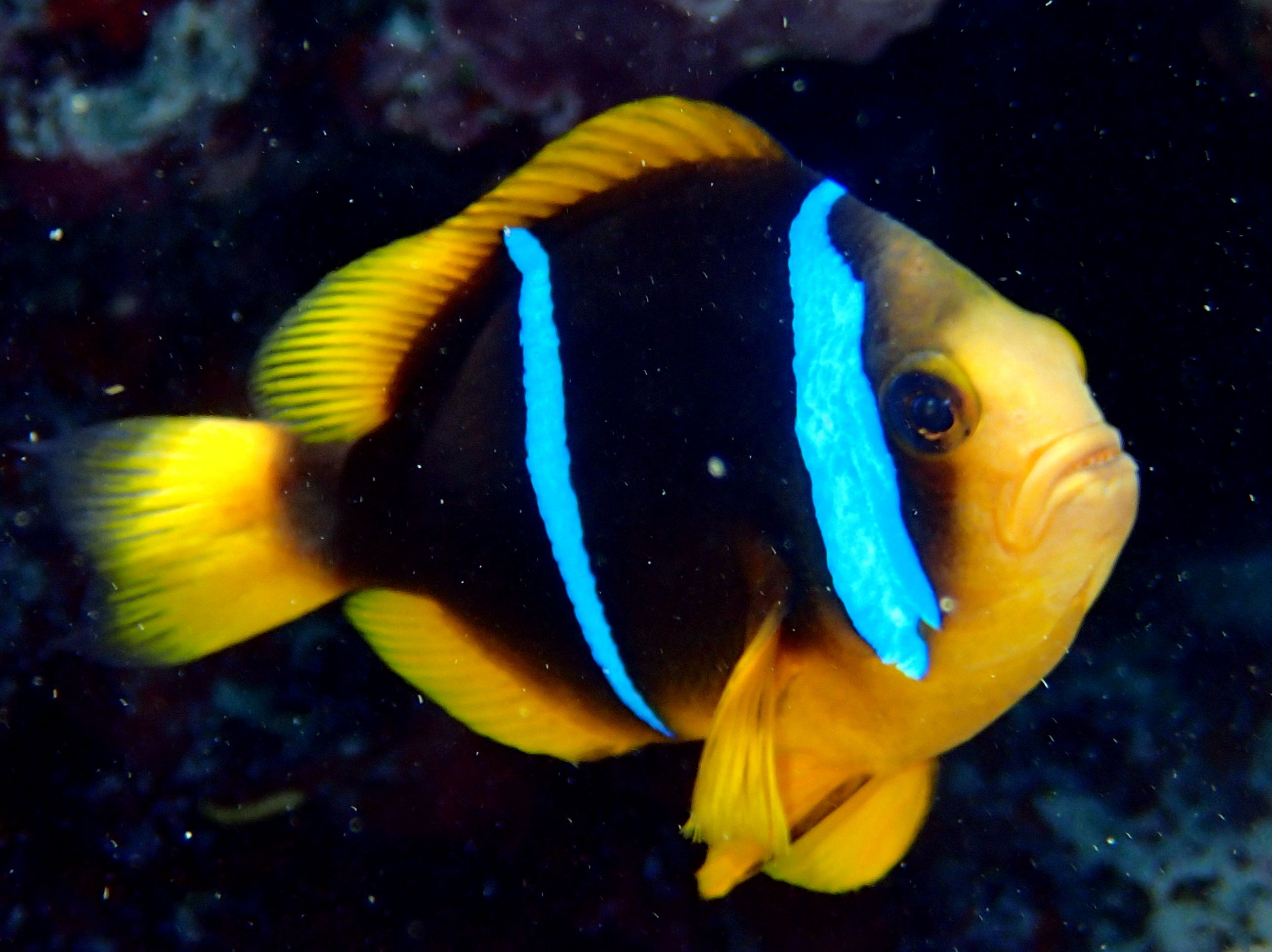
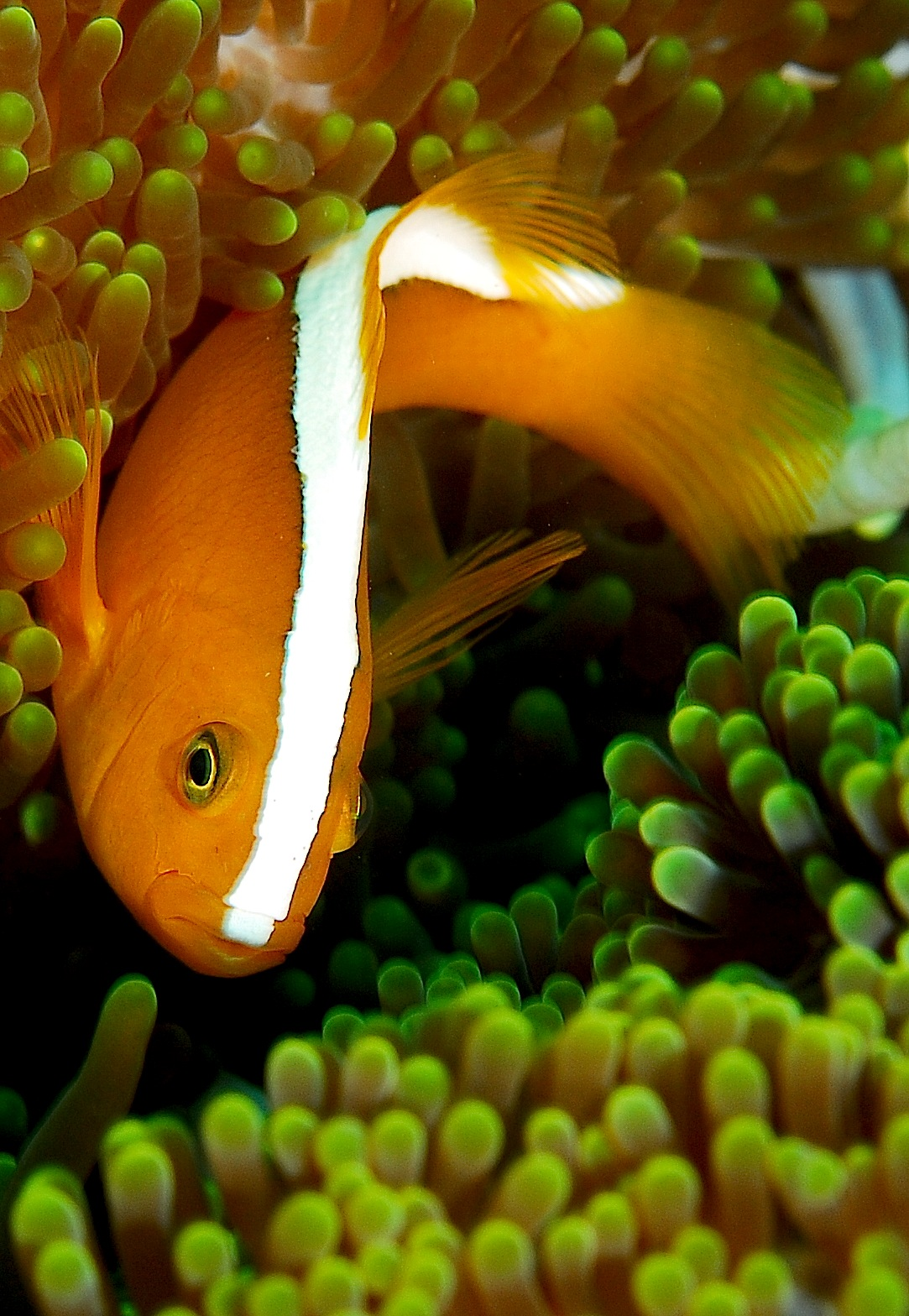
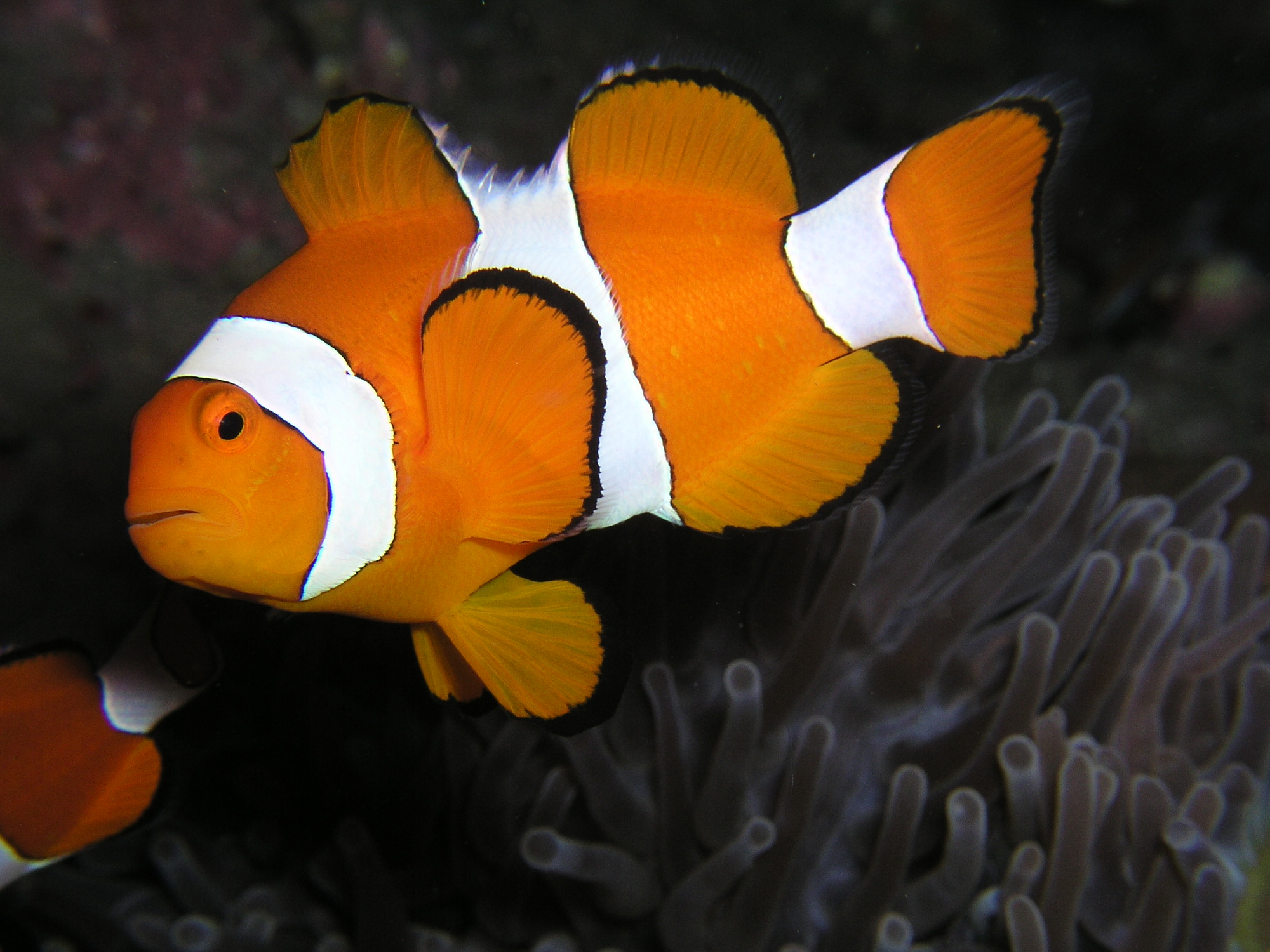